# Список кавалеров ордена «За заслуги перед Отечеством» за 2005 год

## Кавалеры ордена I степени
1. 31 января 2005 года, № 106 — Яковлев, Вениамин Фёдорович[1]
2. 14 марта 2005 года, № 286 — Алфёров, Жорес Иванович — депутат Государственной думы Федерального собрания Российской Федерации, вице-президент Российской академии наук[2]
3. 15 июня 2005 года, № 700 — Магомедов, Магомедали Магомедович — Председатель Государственного Совета Республики Дагестан[3]
4. 20 ноября 2005 года, № 1344 — Плисецкая, Майя Михайловна — артистка балета, город Москва[4]

## Кавалеры ордена II степени
1. 25 января 2005 года, № 77 — Садовничий, Виктор Антонович — ректор государственного образовательного учреждения «Московский государственный университет имени М. В. Ломоносова»
2. 2 февраля 2005 года, № 114 — Велихов, Евгений Павлович — академик Российской академии наук, президент федерального государственного учреждения «Российский научный центр «Курчатовский институт», город Москва
3. 11 февраля 2005 года, № 144 — Коршунов, Виктор Иванович — генеральный директор Государственного академического Малого театра России, город Москва
4. 18 апреля 2005 года, № 440 — Никольский, Сергей Михайлович — советник Российской академии наук, главный научный сотрудник Математического института имени В. А. Стеклова Российской академии наук, город Москва
5. 3 мая 2005 года, № 488 — Платэ, Николай Альфредович — вице-президент Российской академии наук, директор Института нефтехимического синтеза имени А. В. Топчиева Российской академии наук, город Москва
6. 9 мая 2005 года, № 533 — Коков, Валерий Мухамедович — Президент Кабардино-Балкарской Республики[5]
7. 6 июня 2005 года, № 657 — Брежнев, Владимир Аркадьевич — президент открытого акционерного общества «Корпорация «Трансстрой», город Москва
8. 18 июня 2005 года, № 703 — Соломин, Юрий Мефодьевич — художественный руководитель, артист Государственного академического Малого театра России, город Москва
9. 25 июня 2005 года, № 722 — Марчук, Гурий Иванович — академик, советник Российской академии наук, город Москва
10. 1 июля 2005 года, № 767 — Лопухин, Юрий Михайлович — директор государственного учреждения «Научно-исследовательский институт физико-химической медицины», город Москва
11. 22 июля 2005 года, № 856 — Лавёров, Николай Павлович — академик, вице-президент Российской академии наук
12. 10 августа 2005 года, № 947 — Ресин, Владимир Иосифович — первый заместитель мэра Москвы в правительстве Москвы
13. 17 августа 2005 года, № 968 — Табаков, Олег Павлович — художественный руководитель государственного учреждения «Московский Художественный академический театр имени А. П. Чехова»
14. 1 сентября 2005 года, № 1021 — Фрадков, Михаил Ефимович — Председатель Правительства Российской Федерации
15. 2 сентября 2005 года, № 1032 — Лавров, Кирилл Юрьевич — художественный руководитель федерального государственного учреждения культуры «Российский государственный академический Большой драматический театр имени Г. А. Товстоногова», город Санкт-Петербург
16. 11 октября 2005 года, № 1194 — Глазунов, Илья Сергеевич — художник, ректор Российской академии живописи, ваяния и зодчества, город Москва
17. 21 октября 2005 года, № 1225 — Михалков, Никита Сергеевич — кинорежиссер-постановщик федерального государственного унитарного предприятия «Киноконцерн «Мосфильм», город Москва
18. 25 ноября 2005 года, № 1346 — Фёдоров, Игорь Борисович — ректор государственного образовательного учреждения высшего профессионального образования «Московский государственный технический университет имени Н. Э. Баумана»
19. 25 ноября 2005 года, № 1368 — Мордюкова, Ноябрина Викторовна — артистка кино, город Москва
20. 29 ноября 2005 года, № 1376 — Федосеев, Владимир Иванович — художественный руководитель и главный дирижер федерального государственного учреждения «Государственный академический Большой симфонический оркестр имени П. И. Чайковского», город Москва
21. 15 декабря 2005 года, № 1443 — Грызлов, Борис Вячеславович — Председатель Государственной думы Федерального собрания Российской Федерации
22. 31 декабря 2005 года, № 1566 — Тодоровский, Пётр Ефимович — кинорежиссер-постановщик федерального государственного унитарного предприятия «Киноконцерн «Мосфильм», город Москва

## Кавалеры ордена III степени
1. 17 января 2005 года, № 14 — Воробьёв, Алексей Петрович — председатель Правительства Свердловской области
2. 9 февраля 2005 года, № 139 — Углов, Фёдор Григорьевич — профессор государственного образовательного учреждения «Санкт-Петербургский государственный медицинский университет имени академика И. П. Павлова»
3. 10 февраля 2005 года, № 140 — Зельдин, Владимир Михайлович — артист Центрального академического театра Российской Армии, город Москва
4. 23 февраля 2005 года, № 215 — Михайлов, Валерий Александрович — помощник Председателя Правительства Российской Федерации
5. 28 февраля 2005 года, № 216 — Гордеев, Алексей Васильевич — министр сельского хозяйства Российской Федерации
6. 4 марта 2005 года, № 252 — Боков, Виктор Фёдорович — писатель, город Москва
7. 21 марта 2005 года, № 308 — Лавров, Сергей Викторович — министр иностранных дел Российской Федерации
8. 19 апреля 2005 года, № 444 — Игнатенко, Виталий Никитич — генеральный директор Информационного телеграфного агентства России (ИТАР-ТАСС)
9. 15 мая 2005 года, № 540 — Израэль, Юрий Антониевич — директор государственного учреждения «Институт глобального климата и экологии Федеральной службы по гидрометеорологии и мониторингу окружающей среды и Российской академии наук», город Москва
10. 15 мая 2005 года, № 542 — Касаткина, Людмила Ивановна — артистка Центрального академического театра Российской Армии, город Москва
11. 18 мая 2005 года, № 559 — Арбатов, Георгий Аркадьевич — академик, советник Российской академии наук, город Москва
12. 21 мая 2005 года, № 571 — генерал армии Шойгу, Сергей Кужугетович — министр Российской Федерации по делам гражданской обороны, чрезвычайным ситуациям и ликвидации последствий стихийных бедствий
13. 8 июня 2005 года, № 660 — Лядова, Людмила Алексеевна — композитор, город Москва
14. 18 июля 2005 года, № 818 — Козловский, Евгений Александрович — заведующий кафедрой государственного образовательного учреждения высшего профессионального образования «Московский государственный геологоразведочный университет имени Серго Орджоникидзе»
15. 1 августа 2005 года, № 897 — Кнутарев, Анатолий Петрович — генеральный директор федерального государственного унитарного предприятия «Уральский электрохимический комбинат», Свердловская область
16. 2 сентября 2005 года, № 1030 — Петров, Андрей Павлович — председатель региональной общественной организации «Союз композиторов Санкт-Петербурга»
17. 2 сентября 2005 года, № 1031 — Гафт, Валентин Иосифович — артист государственного учреждения культуры города Москвы "Московский театр «Современник»
18. 14 сентября 2005 года, № 1081 — Алёшин, Владимир Владимирович — генеральный директор открытого акционерного общества "Олимпийский комплекс «Лужники», город Москва
19. 23 сентября 2005 года, № 1120 — Добровольский, Глеб Всеволодович — академик Российской академии наук, директор Института почвоведения государственного образовательного учреждения «Московский государственный университет имени М. В. Ломоносова»
20. 10 октября 2005 года, № 1191 — Лиханов, Альберт Анатольевич — председатель правления Российского детского фонда, город Москва
21. 11 октября 2005 года, № 1195 — Андреев, Владимир Алексеевич — художественный руководитель государственного учреждения культуры города Москвы «Московский драматический театр имени М. Н. Ермоловой»
22. 24 октября 2005 года, № 1238 — Покровский, Анатолий Владимирович — заведующий отделением государственного учреждения «Институт хирургии имени А. В. Вишневского» Российской академии медицинских наук, город Москва
23. 4 ноября 2005 года, № 1254 — Тягачёв, Леонид Васильевич — президент Олимпийского комитета России
24. 4 ноября 2005 года, № 1255 — Фетисов, Вячеслав Александрович — руководитель Федерального агентства по физической культуре и спорту
25. 9 ноября 2005 года, № 1279 — Сердюков, Валерий Павлович — губернатор Ленинградской области
26. 12 ноября 2005 года, № 1300 — Гурченко, Людмила Марковна — артистка театра и кино, город Москва
27. 14 ноября 2005 года, № 1316 — Алиев, Муху Гимбатович — Председатель Народного Собрания Республики Дагестан[6]
28. 14 ноября 2005 года, № 1330 — Соколов, Эдуард Михайлович — ректор государственного образовательного учреждения высшего профессионального образования «Тульский государственный университет»
29. 1 декабря 2005 года, № 1378 — Хазанов, Геннадий Викторович — художественный руководитель государственного учреждения «Московский государственный театр Эстрады»
30. 1 декабря 2005 года, № 1385 — Вельтищев, Юрий Евгеньевич — академик Российской академии медицинских наук, научный консультант федерального государственного учреждения «Московский научно-исследовательский институт педиатрии и детской хирургии Федерального агентства по здравоохранению и социальному развитию»
31. 9 декабря 2005 года, № 1418 — Пехтин, Владимир Алексеевич — заместитель Председателя Государственной думы Федерального собрания Российской Федерации
32. 12 декабря 2005 года, № 1441 — Ткаченко, Борис Иванович — вице-президент Российской академии медицинских наук, директор государственного учреждения «Научно-исследовательский институт экспериментальной медицины» Российской академии медицинских наук, город Санкт-Петербург
33. 19 декабря 2005 года, № 1462 — Грач, Эдуард Давидович — профессор федерального государственного образовательного учреждения высшего профессионального образования «Московская государственная консерватория имени П. И. Чайковского»
34. 19 декабря 2005 года, № 1468 — Кокошин, Андрей Афанасьевич — председатель Комитета Государственной думы по делам Содружества Независимых Государств и связям с соотечественниками
35. 21 декабря 2005 года, № 1513 — Валиев, Камиль Ахметович — академик, советник Российской академии наук, город Москва
36. 22 декабря 2005 года, № 1515 — Колесников, Владимир Ильич — заместитель Генерального прокурора Российской Федерации
37. 27 декабря 2005 года, № 1543 — Ткачёв, Алексей Петрович — художник, руководитель творческой мастерской живописи Российской академии художеств, город Москва

## Кавалеры ордена IV степени
1. 17 января 2005 года, № 15 — Сондыков, Василий Семёнович — председатель Думы Ханты-Мансийского автономного округа — Югры
2. 17 января 2005 года, № 17 — Лопота, Виталий Александрович — директор, главный конструктор Государственного научного центра России «Центральный научно-исследовательский и опытно-конструкторский институт робототехники и технической кибернетики», город Санкт-Петербург
3. 17 января 2005 года, № 24 — Антонов, Юрий Михайлович — композитор и певец, вице-президент Международного союза деятелей эстрадного искусства, город Москва
4. 17 января 2005 года, № 24 — Варгузова, Светлана Павловна — солистка государственного учреждения культуры города Москвы «Московский государственный академический театр оперетты»
5. 17 января 2005 года, № 30 — Герштейн, Семён Соломонович — академик Российской академии наук, главный научный сотрудник федерального государственного унитарного предприятия «Государственный научный центр Российской Федерации — Институт физики высоких энергий», Московская область
6. 17 января 2005 года, № 33 — Вадимов, Николай Фролович — ректор государственного образовательного учреждения высшего профессионального образования «Воронежский государственный технический университет»
7. 18 января 2005 года, № 37 — Лунин, Валерий Васильевич — декан факультета государственного образовательного учреждения «Московский государственный университет имени М. В. Ломоносова»
8. 18 января 2005 года, № 37 — Скулачёв, Владимир Петрович — декан факультета государственного образовательного учреждения «Московский государственный университет имени М. В. Ломоносова»
9. 22 января 2005 года, № 63 — Митенков, Фёдор Михайлович — академик Российской академии наук, научный руководитель федерального государственного унитарного предприятия «Опытное конструкторское бюро машиностроения имени И. И. Африкантова», Нижегородская область
10. 27 января 2005 года, № 89 — Семиколенных, Александр Николаевич — заместитель Председателя Счётной палаты Российской Федерации
11. 15 февраля 2005 года, № 156 — Губин, Геннадий Сергеевич — Председатель Правительства Кабардино-Балкарской Республики[7]
12. 21 февраля 2005 года, № 191 — Мокшанцев, Олег Евгеньевич — артист государственного учреждения культуры «Государственный театр киноактера», город Москва
13. 21 февраля 2005 года, № 191 — Шадрин, Валерий Иванович — вице-президент, генеральный секретарь Международного союза общественных объединений «Международная конференция театральных союзов», город Москва
14. 8 марта 2005 года, № 259 — Вельковский, Ефим Николаевич — заместитель губернатора Орловской области
15. 17 марта 2005 года, № 301 — Хапсироков, Хизир Хаджибекирович — директор Института гуманитарных исследований Правительства Карачаево-Черкесской Республики
16. 19 марта 2005 года, № 307 — Леонтьев, Валерий Яковлевич — артист, художественный руководитель общества с ограниченной ответственностью «Студия Валерия Леонтьева», город Москва
17. 3 апреля 2005 года, № 383 — Малышев, Владимир Сергеевич — заместитель руководителя Федерального агентства по культуре и кинематографии
18. 3 апреля 2005 года, № 388 — Юрская, Наталья Максимовна — артистка государственного учреждения «Московский Художественный академический театр имени А. П. Чехова»
19. 7 апреля 2005 года, № 400 — Рыкованов, Георгий Николаевич — директор федерального государственного предприятия «Российский федеральный ядерный центр — Всероссийский научно-исследовательский институт технической физики имени академика Е. И. Забабахина», Челябинская область
20. 7 апреля 2005 года, № 401 — Попов, Виктор Сергеевич — основатель Большого Детского Хора, художественный руководитель федерального государственного образовательного учреждения высшего профессионального образования «Академия хорового искусства», город Москва
21. 13 апреля 2005 года, № 417 — Бондаренко, Виталий Михайлович — заведующий кафедрой государственного образовательного учреждения «Московский институт коммунального хозяйства и строительства»
22. 18 апреля 2005 года, № 441 — Найвальт, Игорь Александрович — председатель совета директоров Балтийской Строительной Компании, исполнительный директор закрытого акционерного общества «Балтийская Строительная Компания — Санкт-Петербург», город Санкт-Петербург
23. 18 апреля 2005 года, № 443 — Христенко, Василий Тимофеевич — председатель комитета ветеранов войны и военной службы общественной организации ветеранов войны и военной службы Алтайского края
24. 21 апреля 2005 года, № 455 — Борцов, Виктор Андреевич — артист Государственного академического Малого театра России, город Москва
25. 21 апреля 2005 года, № 458 — Горохова, Галина Евгеньевна — президент общероссийской общественной организации «Российский союз спортсменов», город Москва
26. 30 апреля 2005 года, № 475 — Лобко, Виктор Николаевич — вице-губернатор, руководитель администрации губернатора Санкт-Петербурга
27. 5 мая 2005 года, № 507 — Рогачёв, Игорь Алексеевич — чрезвычайный и полномочный посол Российской Федерации в Китайской Народной Республике
28. 5 мая 2005 года, № 509 — Юсупов, Рафаэль Мидхатович — директор Санкт-Петербургского института информатики и автоматизации Российской академии наук
29. 18 мая 2005 года, № 560 — Колесников, Константин Сергеевич — советник при ректорате государственного образовательного учреждения высшего профессионального образования «Московский государственный технический университет имени Н. Э. Баумана»
30. 21 мая 2005 года, № 572 — Осипов, Владимир Борисович — начальник Управления Президента Российской Федерации по кадровым вопросам и государственным наградам
31. 23 мая 2005 года, № 579 — Мезенцев, Александр Фёдорович — глава администрации города Байконура
32. 26 мая 2005 года, № 592 — Зверьков, Ефрем Иванович — вице-президент Российской академии художеств
33. 26 мая 2005 года, № 595 — Рунов, Борис Александрович — академик Российской академии сельскохозяйственных наук, председатель совета ветеранов Министерства сельского хозяйства Российской Федерации
34. 26 мая 2005 года, № 596 — Мясоедов, Борис Фёдорович — заместитель главного ученого секретаря президиума Российской академии наук
35. 3 июня 2005 года, № 640 — Копелев, Владимир Ефимович — генеральный директор открытого акционерного общества «Домостроительный комбинат № 1», город Москва
36. 6 июня 2005 года, № 651 — Берёзов, Темирболат Темболатович — профессор кафедры государственного образовательного учреждения высшего профессионального образования «Российский университет дружбы народов», город Москва
37. 17 июня 2005 года, № 702 — Фадеев, Геннадий Матвеевич — помощник Председателя Правительства Российской Федерации
38. 24 июня 2005 года, № 717 — Невинный, Вячеслав Михайлович — артист государственного учреждения «Московский Художественный академический театр имени А. П. Чехова»
39. 29 июня 2005 года, № 743 — Егорова, Ольга Александровна — председатель Московского городского суда
40. 29 июня 2005 года, № 750 — Харченко, Владимир Петрович — директор государственного учреждения «Российский научный центр рентгенорадиологии», город Москва
41. 29 июня 2005 года, № 760 — Карелова, Галина Николаевна — председатель Фонда социального страхования Российской Федерации
42. 2 июля 2005 года, № 772 — Пархоменко, Николай Николаевич — директор государственного учреждения «Центр спортивной подготовки сборных команд», город Москва
43. 9 июля 2005 года, № 783 — Синельников, Борис Михайлович — ректор государственного образовательного учреждения высшего профессионального образования «Северо-Кавказский государственный технический университет», Ставропольский край
44. 12 июля 2005 года, № 792 — Рейман, Леонид Дододжонович — министр информационных технологий и связи Российской Федерации
45. 18 июля 2005 года, № 820 — Пономарёв, Николай Николаевич — директор, главный конструктор федерального государственного унитарного предприятия "Рязанское конструкторское бюро «Глобус»
46. 20 июля 2005 года, № 840 — Борликов, Герман Манджиевич — ректор государственного образовательного учреждения высшего профессионального образования «Калмыцкий государственный университет»
47. 30 июля 2005 года, № 886 — Андреева, Ольга Давыдовна — художественный руководитель музыкального коллектива федерального государственного образовательного учреждения высшего профессионального образования «Академия гражданской авиации», город Санкт-Петербург
48. 1 августа 2005 года, № 898 — Пугачёв, Анатолий Егорович — заведующий отделом государственного учреждения «Научно-исследовательский институт урологии», город Москва
49. 1 августа 2005 года, № 900 — Васильев, Герард Вячеславович — солист государственного учреждения культуры города Москвы «Московский государственный академический театр оперетты»
50. 1 августа 2005 года, № 900 — Поламишев, Александр Михайлович — декан режиссёрского факультета федерального государственного образовательного учреждения высшего профессионального образования «Театральный институт имени Бориса Щукина при Государственном академическом театре имени Евг. Вахтангова», город Москва
51. 8 августа 2005 года, № 939 — Романов, Виктор Егорович — ректор государственного образовательного учреждения высшего профессионального образования «Санкт-Петербургский государственный университет технологии и дизайна»
52. 10 августа 2005 года, № 948 — Румянцев, Александр Юрьевич — академик Российской академии наук, руководитель Федерального агентства по атомной энергии
53. 18 августа 2005 года, № 970 — Шамшев, Кирилл Николаевич — заместитель генерального директора федерального государственного унитарного предприятия «Центральный научно-исследовательский институт химии и механики», город Москва
54. 24 августа 2005 года, № 980 — Винер, Ирина Александровна — главный тренер сборной команды России по художественной гимнастике государственного учреждения «Центр спортивной подготовки сборных команд», город Москва
55. 24 августа 2005 года, № 980 — Кабаева, Алина Маратовна — спортсмен-инструктор сборной команды России по художественной гимнастике государственного учреждения «Центр спортивной подготовки сборных команд», город Москва
56. 31 августа 2005 года, № 1013 — Горшков, Борис Львович — председатель межрегионального общественного объединения «Творческий союз мастеров-художников и реставраторов музыкальных инструментов», город Москва
57. 31 августа 2005 года, № 1013 — Юрский, Сергей Юрьевич — артист государственного учреждения культуры города Москвы «Государственный академический театр имени Моссовета»
58. 1 сентября 2005 года, № 1022 — Алекперов, Вагит Юсуфович — президент открытого акционерного общества «Нефтяная компания Лукойл», город Москва
59. 23 сентября 2005 года, № 1117 — Фёдоров, Михаил Петрович — ректор государственного образовательного учреждения высшего профессионального образования «Санкт-Петербургский государственный политехнический университет»
60. 23 сентября 2005 года, № 1118 — Чучалин, Александр Григорьевич — директор государственного учреждения «Научно-исследовательский институт пульмонологии», город Москва
61. 1 октября 2005 года, № 1151 — Чернов, Александр Дмитриевич — председатель Краснодарского краевого суда
62. 1 октября 2005 года, № 1153 — Тараторкин, Георгий Георгиевич — артист государственного учреждения культуры города Москвы «Государственный академический театр имени Моссовета»
63. 1 октября 2005 года, № 1161 — Прохоров, Вадим Семёнович — профессор кафедры государственного образовательного учреждения высшего профессионального образования «Санкт-Петербургский государственный университет»
64. 6 октября 2005 года, № 1176 — Ковалёв, Олег Иванович — председатель Комитета по регламенту и организации работы Государственной думы
65. 12 октября 2005 года, № 1199 — Кудрин, Алексей Леонидович — министр финансов Российской Федерации
66. 18 октября 2005 года, № 1215 — Суханов, Виктор Георгиевич — Генеральный консул Российской Федерации в Женеве, Швейцарская Конфедерация
67. 25 октября 2005 года, № 1241 — Киндинов, Евгений Арсеньевич — артист государственного учреждения «Московский Художественный академический театр имени А. П. Чехова»
68. 4 ноября 2005 года, № 1256 — Покровская, Татьяна Николаевна — главный тренер сборной команды России по синхронному плаванию государственного учреждения «Центр спортивной подготовки сборных команд», город Москва
69. 4 ноября 2005 года, № 1266 — Козлов, Валерий Васильевич — вице-президент Российской академии наук, город Москва
70. 4 ноября 2005 года, № 1267 — Ерохин, Михаил Никитьевич — ректор федерального государственного образовательного учреждения высшего профессионального образования «Московский государственный агроинженерный университет имени В. П. Горячкина»
71. 4 ноября 2005 года, № 1268 — Гарюгин, Владимир Александрович — начальник государственного унитарного предприятия «Петербургский метрополитен», город Санкт-Петербург
72. 14 ноября 2005 года, № 1308 — Онищенко, Геннадий Григорьевич — руководитель Федеральной службы по надзору в сфере защиты прав потребителей и благополучия человека
73. 14 ноября 2005 года, № 1310 — Софронов, Иван Денисович — заместитель научного руководителя по математическим исследованиям, главный научный сотрудник федерального государственного унитарного предприятия «Российский федеральный ядерный центр — Всероссийский научно-исследовательский институт экспериментальной физики», Нижегородская область
74. 14 ноября 2005 года, № 1312 — Комиссаров, Игорь Дисанович — заведующий кафедрой федерального государственного образовательного учреждения высшего профессионального образования «Тюменская государственная сельскохозяйственная академия»
75. 14 ноября 2005 года, № 1314 — Абдулгамидова, Наида Абдурахмановна — министр культуры Республики Дагестан
76. 14 ноября 2005 года, № 1314 — Ликсо, Ирина Анатольевна — артистка Государственного академического Малого театра России, город Москва
77. 15 ноября 2005 года, № 1340 — Малышевский, Виктор Андреевич — заместитель генерального директора, начальник научно-производственного комплекса федерального государственного унитарного предприятия "Центральный научно-исследовательский институт конструкционных материалов «Прометей», город Санкт-Петербург
78. 24 ноября 2005 года, № 1360 — Потапов, Анатолий Иванович — директор государственного учреждения науки «Федеральный научный центр гигиены имени Ф. Ф. Эрисмана», Московская область
79. 24 ноября 2005 года, № 1362 — Гриненко, Александр Яковлевич — председатель комитета по здравоохранению Ленинградской области
80. 29 ноября 2005 года, № 1376 — Москвитина, Эмилия Андреевна — артистка федерального государственного учреждения «Государственный академический Большой симфонический оркестр имени П. И. Чайковского», город Москва
81. 29 ноября 2005 года, № 1376 — Симон, Виктор Львович — артист, концертмейстер группы виолончелей федерального государственного учреждения «Государственный академический Большой симфонический оркестр имени П. И. Чайковского», город Москва
82. 1 декабря 2005 года, № 1380 — Джигарханян, Армен Борисович — художественный руководитель государственного учреждения культуры «Московский драматический театр под руководством Армена Джигарханяна»
83. 1 декабря 2005 года, № 1381 — Ливанов, Василий Борисович — артист кино, секретарь общественной организации «Союз кинематографистов Российской Федерации», город Москва
84. 6 декабря 2005 года, № 1399 — Солохин, Валентин Фёдорович — генеральный директор открытого акционерного общества «Мостострой-11», Ханты-Мансийский автономный округ — Югра
85. 12 декабря 2005 года, № 1429 — Шаинский, Владимир Яковлевич — композитор, город Москва
86. 12 декабря 2005 года, № 1440 — Митюков, Михаил Алексеевич — действительный государственный советник Российской Федерации 1 класса
87. 20 декабря 2005 года, № 1490 — Оссовский, Пётр Павлович — художник, город Москва
88. 20 декабря 2005 года, № 1490 — Солопов, Владимир Алексеевич — артист федерального государственного учреждения культуры «Российский государственный академический театр драмы имени Федора Волкова», Ярославская область
89. 21 декабря 2005 года, № 1495 — Ткачёв, Александр Николаевич — глава администрации (губернатор) Краснодарского края
90. 21 декабря 2005 года, № 1501 — Ворожцов, Борис Иванович — главный научный советник федерального государственного унитарного предприятия "Федеральный научно-производственный центр «Алтай», Алтайский край
91. 21 декабря 2005 года, № 1503 — Соловьёв, Сергей Александрович — кинорежиссёр-постановщик федерального государственного унитарного предприятия "Киноконцерн «Мосфильм»
92. 21 декабря 2005 года, № 1503 — Щуко, Татьяна Владимировна — артистка Ленинградского областного государственного учреждения культуры "Драматический театр «На Литейном»
93. 21 декабря 2005 года, № 1504 — Хаитов, Рахим Мусаевич — директор государственного предприятия «Институт иммунологии», Москва
94. 21 декабря 2005 года, № 1505 — Михалёв, Павел Филиппович — заместитель генерального директора-руководитель Службы ИНО-ТАСС Информационного телеграфного агентства России (ИТАР-ТАСС), город Москва
95. 21 декабря 2005 года, № 1506 — Ахметов, Спартак Галеевич — глава администрации города Стерлитамак Республика Башкортостан
96. 21 декабря 2005 года, № 1510 — Пономарёв, Геннадий Семёнович — заместитель руководителя аппарата мэра и правительства Москвы, начальник правового управления правительства Москвы
97. 21 декабря 2005 года, № 1512 — Мазикин, Валентин Петрович — первый заместитель губернатора Кемеровской области
98. 21 декабря 2005 года, № 1514 — Гонтарь, Юрий Афанасьевич — председатель Государственной думы Ставропольского края
99. 27 декабря 2005 года, № 1540 — Железников, Владимир Карпович — писатель, город Москва
100. 27 декабря 2005 года, № 1540 — Чернушенко, Владислав Александрович — художественный руководитель Санкт-Петербургского учреждения культуры «Государственная академическая Капелла Санкт-Петербурга», художественный руководитель и главный дирижёр хора Капеллы
101. 30 декабря 2005 года, № 1558 — Шанцев, Валерий Павлинович — губернатор Нижегородской области